# Тюинск
Тюинск — село в составе Октябрьского городского округа в Пермском крае.

## Географическое положение
Село расположено в южной части округа примерно в 15 километрах на юг по прямой от поселка Щучье Озеро.

## Климат
Климат характеризуется как умеренно континентальный, с холодной продолжительной снежной зимой и коротким тёплым летом. Среднегодовая температура воздуха — +0,3 °C. Средняя температура воздуха самого холодного месяца (января) — −16,3 °C (абсолютный минимум — −49 °C); самого тёплого месяца (июля) — +16,5 °C (абсолютный максимум — +37 °C). Среднегодовое количество осадков составляет около 600 миллиметров, из которых большая часть выпадает в тёплый период. Снежный покров держится в течение 160—170 дней.

## История
Село известно с 1815 года как деревня при стеклянном заводе, построенным чиновницей Настасьей Андреевной Клепининой, название дано по местной речке. Альтернативные названия Тюинский завод и хутор Тюинский. Селом стало во второй половине XIX века после постройки деревянной Николаевской церкви. В советское время здесь существовали колхозы им. Чапаева и «Память павших партизан». Село до 2020 года входило в состав Щучье-Озерского сельского поселения Октябрьского района. После упразднения обоих муниципальных образований входит в состав Октябрьского городского округа.

## Население
Постоянное население составляло 429 человек в 2002 году (90 % русские), 360 человек в 2010 году.